# Камишловський міст
Камишловський міст (крим. Qamışlı qöpürı, Камишлівський залізничний міст) — залізничний міст через Камишловський яр, біля села Ескі Камишли (Дальнє) Бахчисарайського району Автономної Республіки Крим.
Сучасний, четвертий за рахунком, варіант мосту має шість прольотів.
Поруч знаходяться опори залізничного мосту, збудованого німцями в 1942 році.  На одній з опор, біля ґрунтової дороги, встановлено меморіальну дошку на згадку про командира 1-го батальйону 241 СП 25-ї Чапаєвської СД, Чорноусова Михайла Степановича, який загинув у цьому місці 20 грудня 1941 року.

## Історія
Восьмипролітний міст на металевих ґратчастих опорах будувався у 1872–1875 роках у процесі будівництва севастопольської гілки Лозово-Севастопольської залізниці.
5 січня 1875 року Головний Штаб своїм циркуляром повідомив, що «від станції Сімферополь до міста Севастополь, протягом 72,67 верст, нині відкрито правильний рух поїздів на всьому протязі Лозово-Севастопольської залізниці в 614,80 верст… Мабуть, найскладнішою спорудою був залізничний міст на 915 версті — Камишловський».
У 1908–1909 роках точилися суперечки з приводу ремонту застарілого моста: чи побудувати насип, чи новий міст. З урахуванням того, що обидва варіанти за вартістю становили приблизно 500000 рублів, вибрали другий варіант на бетонно-залізних засадах за проєктом професора Бєлелюбського.
У 1911 році розпочалися роботи зі спорудження нового мосту. Торішнього серпня було закінчено встановлення паль; приступили до кам'яної кладки на палі бугаїв. У квітні 1913 року роботи зі спорудження мосту та під'їздів до нього наблизилися до завершення. 25 листопада того ж року газета «Кримський вісник» повідомила: «Новий Камишловський міст спорудою закінчено».
Міст став у довжину 115 сажнів (248 м) та висоту від основи 15 сажнів (32 м), він складався із п'яти прольотів на чотирьох проміжних гранітних биках.
Металеві частини виготовляли на Дебальцевському металевому заводі, його спеціалісти монтували конструкції на биках. У результаті міст обійшовся в 600000 рублів.
5 грудня 1913 року пройшли випробування мосту. 6 грудня відбулося його урочисте освячення: чин богослужіння звершив священник привокзальної церкви святого Феодосія отець Завадовський. «Як тільки скінчилося освячення, показався кур'єрський поїзд № 1, що йшов з півночі до Севастополя, з яким слідував міністр внутрішніх справ гофмейстер Н. А. Маклаков. Поїзд пройшов через знову освячений міст повним ходом».
У січні 1918 року розігрувалося протистояння між Директорією Кримської Демократичної Республіки підтримуваної Радою народних представників у Сімферополі та Штабом кримських військ (ескадронців) на чолі з Джафером Сейдаметом та підполковником В. В. Макухіним з одного боку та більшовиками, що захопили Севастополь. Справа дійшла до блокади Севастополя та охорони Камишловського мосту та прилеглих пунктів драгунами Кримського кінного полку. Більшовики перейшли до збройних дій, їхні загони в основному з моряків і солдатів Севастопольського гарнізону вибили ескадронців від Камишловського мосту, далі з Бахчисараю, а 13 січня 1918 року окупували Сімферополь.
У середині листопада 1941 року міст було підірвано радянськими військами для порушення ворожих шляхів постачання.
У 1942 році міст був відновлений інженерними частинами німецьких військ.
15 квітня 1944 року «німецький» міст був підірваний при відступі німецьких військ.
У липні 1944 року, одразу після захоплення Криму радянськими військами, міст був знову відновлений на нових опорах.